# Даути, Дрю
Эндрю «Дрю» Даути (англ. Drew Doughty; 8 декабря 1989, Лондон, Онтарио, Канада) — профессиональный канадский хоккеист. Защитник команды НХЛ «Лос-Анджелес Кингз». Двукратный обладатель Кубка Стэнли (2012, 2014) и двукратный олимпийский чемпион (2010, 2014).

## Карьера

### Клубная карьера
Во время юниорской карьеры Даути выступал за клуб хоккейной лиги Онтарио «Гелф Шторм». В 2008 году был выбран на драфте НХЛ под общим 2-м номером командой «Лос-Анджелес Кингз». Хорошо зарекомендовав себя в тренировочном лагере, Даути уже в восемнадцатилетнем возрасте подписал контракт с «Кингз». 11 октября 2008 года дебютировал в НХЛ в матче против «Сан-Хосе Шаркс», а 20 октября забросил свою первую шайбу, поразив ворота «Колорадо Эвеланш». В течение сезона 2008/09 Даути провёл на площадке 81 игру в которых 6 раз поражал ворота соперников и ещё 21 раз ассистировал партнёрам. В 2012 году вместе с партнерами по команде завоевал Кубок Стэнли, обыграв в финале команду «Нью-Джерси Девилз» со счетом в серии 4-2. Через два года повторил свой успех, обыграв в финале «Нью-Йорк Рейнджерс» в пяти матчах. По итогам сезона 2015/16 был признан лучшим защитником лиги, за что получил Джеймс Норрис Трофи.
27 января 2022 года провёл свой 1000-й матч в регулярных сезонах НХЛ.

### Международная карьера
В составе сборной Канады по хоккею Даути становился победителем молодёжного чемпионата мира в Чехии в 2008 году и серебряным призёром чемпионата мира в Швейцарии в 2009 году. 28 февраля 2010 года Даути стал олимпийским чемпионом зимних Олимпийских игр в Ванкувере. 23 февраля 2014 года стал олимпийским чемпионом игр в Сочи.

## Награды и достижения
| Приз                          | Год             | Прим.  |
| ----------------------------- | --------------- | ------ |
| Сборная новичков OHL          | 2005/06         | [ 5 ]  |
| Первая сборная всех звёзд OHL | 2006/07 2007/08 | [ 10 ] |
| Макс Камински Трофи           | 2007/08         |        |
| Первая сборная всех звёзд CHL | 2007/08         | [ 6 ]  |

| Приз                           | Год                          | Прим.  |
| ------------------------------ | ---------------------------- | ------ |
| Сборная новичков               | 2008/09                      | [ 6 ]  |
| Первая сборная всех звёзд      | 2015/16, 2017/18             |        |
| Вторая сборная всех звёзд      | 2009/10 2014/15              | [ 11 ] |
| Участник Матча всех звёзд НХЛ  | 2015, 2016, 2017, 2018, 2019 |        |
| Обладатель Кубка Стэнли        | 2012, 2014                   |        |
| Обладатель Джеймс Норрис Трофи | 2015/16                      | [ 7 ]  |

| Приз                                           | Год        | Прим.  |
| ---------------------------------------------- | ---------- | ------ |
| Лучший защитник молодёжного чемпионата мира    | 2008       | [ 12 ] |
| Сборная всех звёзд молодёжного чемпионата мира | 2008       | [ 12 ] |
| Победитель молодёжного чемпионата мира         | 2008       |        |
| Серебряный призёр чемпионата мира              | 2009       |        |
| Олимпийский чемпион                            | 2010, 2014 | [ 13 ] |
| Обладатель кубка мира                          | 2016       |        |

## Статистика
| Легенда | Легенда                    | Легенда | Легенда                   | Легенда | Легенда    |
| ------- | -------------------------- | ------- | ------------------------- | ------- | ---------- |
| И       | Количество проведённых игр | Штр     | Штрафное время            | +/−     | Плюс-минус |
| Г       | Голы                       | П       | Голевые передачи          | О       | Очки       |
| -       | Статистика неизвестна      | —       | Статистика не учитывалась |         |            |